# Gare de La Châtre
La gare de La Châtre, est une ancienne gare ferroviaire française des lignes de Châteauroux à La Ville-Gozet et de La Châtre à Guéret. Elle est située sur le territoire de la commune de Montgivray, à proximité de La Châtre, dans le département de l'Indre en région Centre-Val de Loire.
Elle est mise en service en 1882 par l'administration des chemins de fer de l'État, avant de devenir une gare du réseau de la Compagnie du chemin de fer de Paris à Orléans (PO). Elle est fermée au service des voyageurs en 1969.

## Situation ferroviaire
Établie à 206 mètres d'altitude, l'ancienne gare de bifurcation de La Châtre est située au point kilométrique (PK) 298,8xx de la ligne de Châteauroux à La Ville-Gozet (section déclassée), entre les gares fermées de Nohant-Vic et de Briantes. Elle était également l'origine de la ligne de La Châtre à Guéret (déclassée), avant la gare de La Chaussée (fermée).

## Histoire

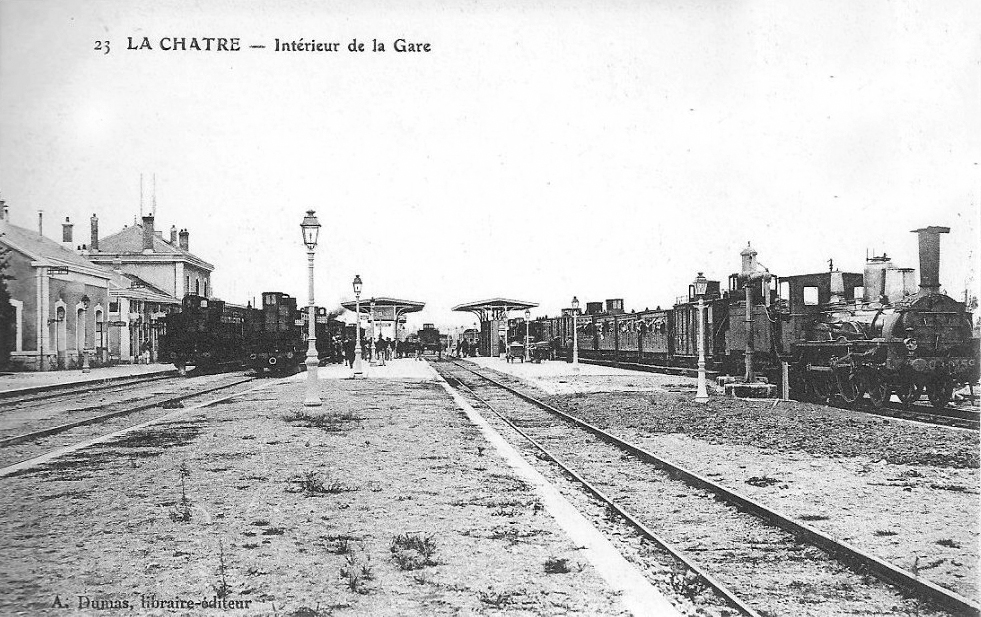
La gare vers 1900.

La « gare de La Châtre », située sur une ligne de Bourges à Montluçon, est inaugurée avec la section venant de gare de Châteauroux le 8 janvier 1882 par l'administration des chemins de fer de l'État.
En 1883, elle entre dans le réseau de la Compagnie du chemin de fer de Paris à Orléans (PO) lorsque celle-ci rachète la ligne à l'État. Elle devient une gare de passage lors de l'ouverture de la section suivante jusqu'à Montluçon.
En 1888, la recette de la gare est de 358 428 francs.
Elle prend de l'importance en devenant une gare de bifurcation le 1er juillet 1906, lorsque la compagnie PO ouvre à l'exploitation sa ligne de La Châtre à Guéret.

## Patrimoine ferroviaire
L'ancien bâtiment voyageurs est utilisé par une entreprise informatique depuis août 2000.